# Astatotilapia desfontainii
Astatotilapia desfontainii är en fiskart som först beskrevs av Lacepède 1802.  Astatotilapia desfontainii ingår i släktet Astatotilapia och familjen Cichlidae. IUCN kategoriserar arten globalt som starkt hotad. Inga underarter finns listade.